# Medaglie napoleoniche
Le medaglie napoleoniche furono utilizzate da Napoleone a fini propagandistici e commemorativi. In particolare consentono di percorrere la storia d'Europa dalla Rivoluzione francese fino alla Restaurazione e sono per lo più rilevanti per la rarità del conio e per la perfezione della conservazione.

## Sviluppo
Dal punto di vista storico la numismatica di Napoleone I è sicuramente all'altezza della vasta serie di medaglie emesse da Luigi XIV e Luigi XV.
Esse ci ricordano, tra le altre, Montenotte, Marengo, Austerlitz, Jena, Friedland e Wagram, le vittorie francesi che fecero tremare l'Europa, che si trovò interamente sotto l'influenza politica, economica e culturale della Francia.
Il leitmotiv di queste medaglie è Napoleone che ci appare prima come generale, successivamente come Primo Console ed infine come Imperatore.
I primi ritratti sono i più caratterizzati. Artisti come Amedeo Lavy, Droz e Manfredini ci hanno lasciato opere di un'incisività senza eguali.
Nel prosieguo i tratti di Napoleone sono resi da Andrieu e Droz più nobili, avvolti dal fascino del mito.
Dietro questo vasto programma medaglistico e monetario di idealizzazione di Napoleone I troviamo l'ingegno di Denon, il sovraintendente delle Belle Arti e Direttore Generale delle Monete e Medaglie, che creò dei soggetti sempre diversi nei rovesci delle medaglie e allo stesso tempo, ingaggiò i migliori incisori dell'epoca come Brenet, Galle, Jeuffroy, ecc.
L'imperatore con la sua politica infaticabile fornì a Denon innumerevoli avvenimenti storici degni di commemorazione.
Per la medaglia pubblicata a fianco, sicuramente una delle più belle e riuscite dal punto di vista artistico dell'intera serie napoleonica, l'incisore Amedeo Lavy si avvalse, per la composizione dello splendido rovescio, che rappresenta Ercole giovane, nudo, volto a destra che risolleva la Repubblica Cisalpina, dei disegni di Andrea Appiani, il pittore milanese tanto apprezzato da Napoleone.
Napoleone incaricò Appiani di disegnare molti dei rovesci delle medaglie del primo periodo del consolato.
L'esemplare fotografato è in bronzo (mm 53), ma il Primo Console fece coniare la medaglia in argento ed in particolare esistono pochissimi (massimo cinque esemplari conosciuti) in oro coniati esplicitamente per la famiglia Bonaparte.
Continuando la tradizione dei suoi illustri predecessori sul trono di Francia, l'Imperatore ebbe un grande interesse alla creazione di medaglie, nelle quali vedeva un utile strumento di propaganda.
Qui sotto sono raffigurate due importantissime medaglie in oro di Napoleone Bonaparte.
Sia l'esemplare raffigurante l'annessione dell'Etruria alla Francia nel 1808, che la medaglia rappresentante la Rottura del Trattato di Presbourg, provengono infatti dalla collezione privata della famiglia Bonaparte e sono medaglie estremamente rare (RRRRR), coniate in pochissimi esemplari.
| Rottura Trattato di Presbourg 1809 | Rottura Trattato di Presbourg 1809 |
| --- | --- |
| [[\|150px]][[\|150px]] | |
| ABENSBERG ECKMUHL. Napoleone laureato, in vesti imperoiali romane, stante frontale stende le braccia su due trofei d'armi. In esergo: BATAILLES DES XX ET XXII AVRIL / MDCCCIX / XL M PRISONNIERS. | TRAITE' DE PRESBOURG/ ROMPU' PAR L'AUSTRICHE;Tempio di Giano con porte sbriciolate Sul timpano TEMPLUM JANI In esergo IX AVRIL MDCCIX |
| Rottura del Trattato di Presbourg 1809 | |